# Jean-Salomon Simon
Pour les articles homonymes, voir Simon et Simon (patronyme).
Ne pas confondre avec Jean Simon, autre Compagnon de la Libération.
Jean-Salomon Simon, né le 5 juin 1908 à Paris et mort pour la France le 11 avril 1945 à Hoogeveen, est un militaire et résistant français, Compagnon de la Libération.

## Biographie

### Jeunesse et engagement
Fils d'un imprimeur, Jean-Salomon Simon naît le 5 juin 1908, dans le 11e arrondissement de Paris. Il étudie à l'École libre des sciences politiques puis suis les cours d'élève officier de réserve en 1929 avant de poursuivre son service militaire au 16e régiment de tirailleurs sénégalais. Rendu à la vie civile avec le grade de sous-lieutenant de réserve, il entre dans l'administration coloniale et part pour l'Indochine où il est administrateur civil de 2e classe.

### Seconde Guerre mondiale
Toujours présent en Asie au moment où éclate la seconde guerre mondiale, il est mobilisé sur place au sein du 10e régiment mixte d'infanterie coloniale. Son unité n'ayant pas combattu en métropole, Jean-Salomon Simon apprend avec amertume la signature de l'armistice du 22 juin 1940 mais prends également connaissance de l'appel lancé par le général de Gaulle et envisage dès lors de se rallier à la France libre. Resté quelque temps dans les rangs de l'armée d'armistice, il participe avec son régiment à la guerre franco-thaïlandaise puis, en avril 1941, obtient un congé sans solde et profite de celui-ci pour s'évader d'Indochine et se rendre à Shanghai où il s'engage dans les forces françaises libres (FFL) en mai 1941,.
Envoyé au Levant, il est affecté au bataillon de marche no 1 puis rejoint l'État-major des FFL en janvier 1942. Il est ensuite muté au sein du groupement du commandant Appert, envoyé en côte française des Somalis afin d'évaluer la possibilité de rallier cette colonie à la France libre sans combattre les forces du régime de Vichy. Il prend ensuite part à la guerre du désert en Libye. En juin 1943, il part pour l'Angleterre pour passer dans l'infanterie de l'air. Promu capitaine, il rejoint les rangs du 1er bataillon d'infanterie de l'air, lui-même intégré au Special Air Service, pour une période de formation et d'entraînement au camps de Camberley puis participe à la création et intègre le 3e bataillon d'infanterie de l'air qui, renforcé en juillet 1944, devient le 3e régiment de chasseurs parachutistes (3e RCP),.
À la tête d'un groupe de commandos, il est parachuté dans la Vienne dans la nuit du 2 au 3 août 1944. Le long d'un axe Montauban-Brive-limoges, il harcèle et détruit de nombreux convois allemands,. Retournant ensuite vers la Vienne, il est particulièrement chargé de retarder les convois ennemis se repliant vers l'Ouest face à l'avancée des troupes alliées débarquées en Normandie,. Ainsi, le 29 août 1944, il détruit le pont de pont de Lésigny et canalise les colonnes allemandes sur une route unique ce qui lui permet, le 1er septembre suivant, de s'emparer d'un véhicule et du matériel qu'il contient et d'éliminer une trentaine d'ennemis,. Trois jours plus tard, lors des combats de Coussay-les-Bois, il détruit à nouveau un véhicule et ses occupants,. Remonté vers la Loire-inférieure, il opère dans le secteur entre Saint-Brevin-les-Pins et Pornic pour harceler les troupes ennemies retranchées dans la poche de Saint-Nazaire,. La mobilité et la discrétion de son groupe permettent de transmettre au commandement allié de précieux renseignements permettant d'organiser des bombardements aériens précis et efficaces,. Face à cette pression, les troupes allemandes du secteur, contraintes au repli, finissent par lâcher prise. Le 10 septembre, à Issoudun, le général Elster présente aux troupes américaines sa reddition à laquelle assiste Jean-Salomon Simon,. De retour en Angleterre pour une période de repos et d'entraînement, il est promu commandant en décembre 1944.
Il reprend les combats au printemps 1945 lors de la libération de la Belgique et des Pays-Bas. Sous le commandement de Jacques Pâris de Bollardière, le 3e RCP est parachuté dans la province de Drenthe dans le cadre de l'opération Amherst, la nuit du 7 au 8 avrli 1945,. À la tête d'un groupe de sept hommes, le commandant Simon réalise plusieurs missions de sabotage et d'embuscades. Le 11 avril, avec son régiment, il s'empare du village de Spier. Le commandant Simon s'installe dans une position de tir au cœur du village en compagnie du sergent Campan, armé d'un fusil-mitrailleur Bren. Les français subissent alors une violente contre-attaque opérée par une troupe de fallschirmjäger en provenance du village de Beilen. Pendant le combat, le sergent Campan est tué et le commandant Simon grièvement blessé. Les allemands stoppent leur attaque lors de l'arrivée d'une troupe canadienne qui prend alors en charge les blessés. Conduit à l'hôpital de Hoogeveen, Jean-Salomon Simon y meurt des suites de ses blessures,. Il est inhumé au cimetière militaire français de Kapelle,.

## Décorations
|  |  |  |  |  |  |
|  |  |  |  |  |  |
|  |  |  |  |  |  |

| Chevalier de l'Ordre de la Légion d'Honneur | Chevalier de l'Ordre de la Légion d'Honneur | Chevalier de l'Ordre de la Légion d'Honneur | Compagnon de la Libération Par décret du 17 novembre 1945 | Compagnon de la Libération Par décret du 17 novembre 1945 | Compagnon de la Libération Par décret du 17 novembre 1945 | Croix de guerre 1939-1945 Avec trois palmes | Croix de guerre 1939-1945 Avec trois palmes | Croix de guerre 1939-1945 Avec trois palmes |
| Médaille de la Résistance française         | Médaille de la Résistance française         | Médaille de la Résistance française         | Médaille coloniale Avec agrafe "Côte des Somalis"         | Médaille coloniale Avec agrafe "Côte des Somalis"         | Médaille coloniale Avec agrafe "Côte des Somalis"         | Distinguished Service Order (Royaume-Uni)   | Distinguished Service Order (Royaume-Uni)   | Distinguished Service Order (Royaume-Uni)   |
| Military cross (Royaume-Uni)                | Military cross (Royaume-Uni)                | Military cross (Royaume-Uni)                | Military cross (Royaume-Uni)                              | Bronzen Leeuw (Pays-Bas)                                  | Bronzen Leeuw (Pays-Bas)                                  | Bronzen Leeuw (Pays-Bas)                    | Bronzen Leeuw (Pays-Bas)                    |                                             |

## Hommages

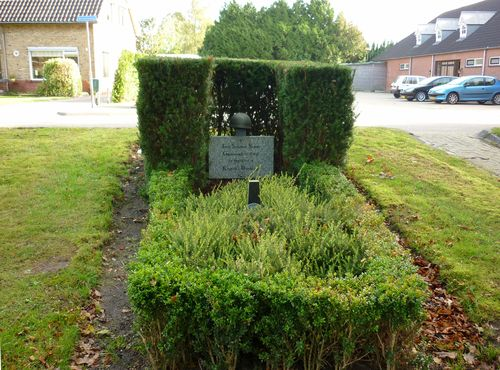
Monument commémoratif de Spier.

- À Blain, en Loire-Atlantique, une rue a été baptisée en son honneur[9].
- À Somloire, son nom figure sur le monument commémoratif de l'opération Dickens[10].
- À Paris, à l'école libre des sciences politiques, son nom est inscrit sur une plaque commémorative aux anciens élèves et professeurs morts au champs d'honneur[11].
- À Assen, il est mentionné sur le monument commemoratif du Special Air Service[12].
- À Spier, un monument commémoratif a été érigé sur l'emplacement où lui et le sergent Campan furent abattus[13],[6].
- Au cimetière militaire de Kapelle, non loin de sa tombe, son nom est inscrit sur le monument mémorial[14].